# Glitter (柴咲コウの曲)
『Glitter』（グリッター）は、柴咲コウの7枚目のシングル（RUI名義含む）。2005年2月16日発売。発売元はユニバーサルミュージック。

## 解説
柴咲コウのシングルとしては初めて、全曲とも本人の単独作詞となった。
AKB48の前田敦子、宮澤佐江はオーディションの歌唱審査で「Glitter」を歌っている。
「求愛」は本作のみの収録となる。

## 収録曲
全作詞：柴咲コウ
1. Glitter
（作曲：市川淳 編曲：華原大輔 ストリングス・アレンジ：前嶋康明）
TBS系『恋するハニカミ!』テーマ・ソング
2. 色恋粉雪
（作曲：崎谷健次郎 編曲：田辺恵二 ストリングス・アレンジ：前嶋康明）
TBS系『恋するハニカミ!』挿入歌
3. 求愛
（作曲・編曲：華原大輔　ストリングス・アレンジ：前嶋康明）
4. Glitter (Backing Track)
5. 色恋粉雪 (Backing Track)

## 楽曲の収録アルバム
Glitter
- 『ひとりあそび』
- 『Single Best』
- 『KO SHIBASAKI ALL TIME BEST 詩』

色恋粉雪
- 『The Back Best』

### 試聴（公式）
- Glitter （ミュージックビデオ） - YouTube